# Sicherheitspfeiler
Als Sicherheitspfeiler (selten: Sicherheitsfeste) wird im Bergbau ein Bereich bezeichnet, in dem zum Schutz verschiedener Objekte kein Abbau stattfinden darf. Ein Sicherheitspfeiler wird durch die Bergbehörde festgelegt und darf ohne deren Genehmigung nicht abgebaut oder durchörtert werden.

## Einteilung
Je nach dem zu schützenden Gut unterteilt man die Sicherheitspfeiler wie folgt:
- Markscheidesicherheitspfeiler,
- Deckgebirgssicherheitspfeiler,
- Schachtsicherheitspfeiler,
- Bauwerkssicherheitspfeiler,
- Sicherheitspfeiler für bestimmte Einrichtungen unter Tage.

### Markscheidesicherheitspfeiler
Sie verlaufen parallel zur Markscheide und haben eine bestimmte Stärke (im Ruhrgebiet häufig 20 Meter beidseitig der Markscheide). Bauen mehrere Bergwerke auf einer Lagerstätte, so sollen die Markscheidesicherheitspfeiler Wasser- und Gasübertritte verhindern. Durch die Entwicklung hin zu Verbundbergwerken haben die Markscheidesicherheitspfeiler in den letzten Jahren an Bedeutung verloren. Konsolidierten zwei benachbarte Bergwerke, so konnte der Markscheidesicherheitspfeiler anschließend abgebaut werden.
Eine Besonderheit stellen Sicherheitspfeiler zur Staatsgrenze dar, auch hier bleibt ein ähnlich dimensionierter Sicherheitspfeiler zwischen Gruben- und Abbaufeldgrenze und der Staatsgrenze stehen.

### Deckgebirgssicherheitspfeiler
Deckgebirgssicherheitspfeiler sind vertikale Sicherheitspfeiler, die bei Lagerstätten in geringer Teufe zum Schutz der Grube gegen Tageswasserzutritte stehengelassen werden. Ein prominentes Beispiel ist der für das nördliche Ruhrgebiet vorgeschriebene Mergelsicherheitspfeiler von 20 Metern Stärke.

### Schachtsicherheitspfeiler

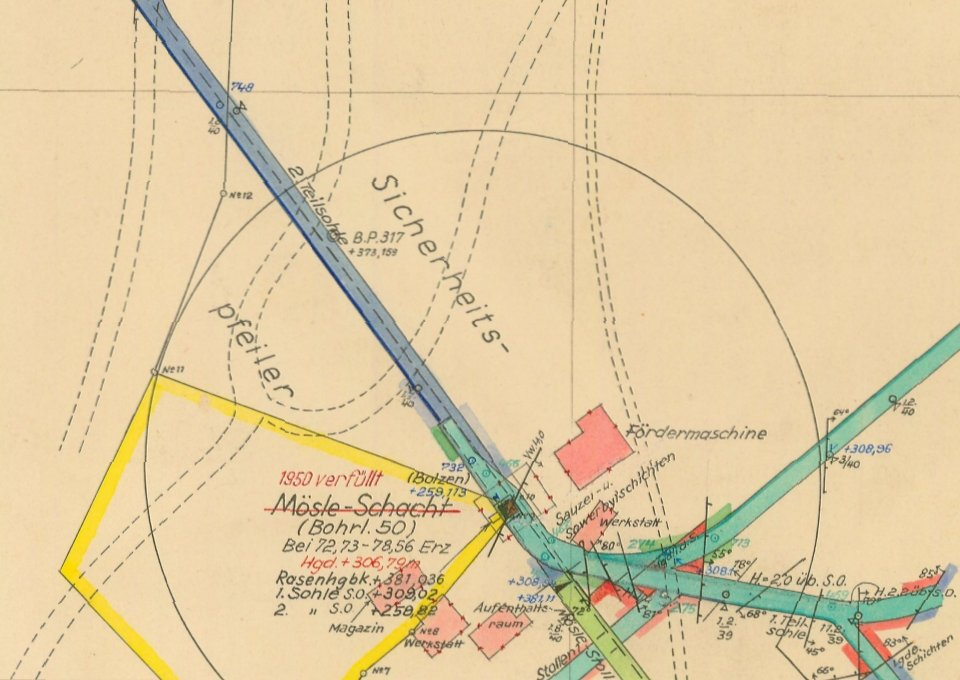
Sicherheitspfeiler um Schacht, Mösleschacht des Bergwerks Schönberg bei Freiburg

Die wohl bekanntesten Sicherheitspfeiler sind die Schachtsicherheitspfeiler. Um die Schachtröhre und die Tagesanlagen vor den Abbaueinwirkungen zu schützen, wird ein Bereich um die Schachtröhre zum Schachtsicherheitspfeiler erklärt. In der Regel ist dieser kreisrund und hat einen Radius von 50 Metern um den Schachtmittelpunkt. Da sich z. B. Senkungen mit einem bestimmten Neigungswinkel bis zur Tagesoberfläche fortsetzen, wird für den Schachtsicherheitspfeiler ein ebensolcher Neigungswinkel festgesetzt, der in der Regel 75° beträgt. Dadurch entsteht um den Schacht ein Kegel, der nach der Teufe zu immer größer wird.
Ist die Lagerstätte gestört oder fällt stärker als 15° ein, so wird der Neigungswinkel an diese Bedingungen angepasst, wodurch sich für den Kegel eine elliptische Form ergeben kann.

### Bauwerkssicherheitspfeiler
Befinden sich über Tage besonders zu schützende Bauwerke wie z. B. Eisen- oder Autobahnen, Brücken, Türme oder denkmalgeschützte Gebäude, so kann für diese ebenfalls ein Sicherheitspfeiler festgelegt werden. Abstand und Form werden dem Einzelfall angepasst, im Übrigen entspricht ein Bauwerkssicherheitspfeiler dem Schachtsicherheitspfeiler.

### Untertägige Sicherheitspfeiler
Hauptgrubenbaue, die eine lange Standdauer haben sollen (beispielsweise Sprengstoffmagazine), werden häufig durch einen eigenen Sicherheitspfeiler geschützt. Diese Sicherheitspfeiler werden in ihrer horizontalen und vertikalen Ausdehnung und Gestalt individuell festgelegt.

## Auswirkungen
Durch Sicherheitspfeiler treten Abbauverluste ein, da innerhalb eines Sicherheitspfeilers kein Abbau betrieben werden darf. Deshalb sind Bergwerksunternehmen immer bestrebt, nur möglichst kleine Sicherheitspfeiler beachten zu müssen. Lassen sich Markscheide- und Mergelsicherheitspfeiler wenig oder gar nicht beeinflussen, so versucht man durch Konzentration der zu schützenden Anlagen innerhalb des Sicherheitspfeilers mehrfache oder überlappende Sicherheitspfeiler zu vermeiden. Bei einer Doppelschachtanlage ist für beide Schächte nur ein Sicherheitspfeiler notwendig, der zwar größer als der Sicherheitspfeiler eines Einzelschachtes, aber wesentlich kleiner als zwei Einzelsicherheitspfeiler ist. In diesem Fall werden die beiden Kreise um die Schachtmittelpunkte tangential miteinander verbunden, der Sicherheitspfeiler erhält dadurch eine ovale Form. Die bereits genannten untertägigen Einrichtungen werden, soweit möglich, im Schachtsicherheitspfeiler angelegt.
Bei steileinfallenden Lagerstätten werden die Schächte häufig so angesetzt, dass der Schachtsicherheitspfeiler ins Liegende der Lagerstätte fällt, wodurch keine Abbauverluste auftreten. Im südlichen Ruhrgebiet wurden wenn möglich die Schächte in einer Flözmulde abgeteuft, um die Abbauverluste zu minimieren. Teuft man den Schacht auf einem Sattel, so kann im ungünstigsten Fall der gesamte Kohlevorrat innerhalb der Berechtsame im Sicherheitspfeiler liegen.
Sicherheitspfeiler haben große Auswirkungen auf die Tagesoberfläche, da im Übergangsbereich zwischen abgebauter und unverritzter Lagerstätte die größten Zerrungen und Pressungen auftreten, die hauptsächlich für Bergschäden verantwortlich sind. Deshalb versuchte man in jüngerer Zeit, neueren Forschungen folgend, sensible Bereiche „durchzubauen“, d. h., weiträumig und mit gleichmäßiger, vorherberechneter Abbaugeschwindigkeit die Kohle unter zu schützenden Bereichen abzubauen. Obwohl dabei Senkungen auftreten, sind die Bergschäden geringer, da die extrem schädlichen Zerrungen minimiert werden.